# 幸神星
幸神星（258 Tyche），於1886年被發現，是相對而言較大的主帶小行星，它的光譜分類是S-型。幸神星的軌道非常靠近司法星族的小行星，可能是其成員之一。然而，除了(15) 司法星之外，族內的小行星都比它小，而他又非常靠近族群的邊緣，因此它有很大的機率是一顆侵入者。
幸神星的自轉周期仍有一些不確定性，不同的作者發表的周期從9.983到10.041小時。
它是由羅伯特·路德在1886年5月4日在杜塞爾多夫發現的，並以希臘神話的幸運女神堤喀命名。堤喀在羅馬相當於命運之神（Fortuna），而(19) 命神星的英文名稱就是Fortuna。
這顆小行星的近日點 (最接近太陽的距離) 是2天文單位。

## 外部連結
- Orbital simulation （页面存档备份，存于） from JPL (Java) / Ephemeris （页面存档备份，存于）